# Taraconica novogonia
Taraconica novogonia är en fjärilsart som beskrevs av Emilio Berio 1955. Taraconica novogonia ingår i släktet Taraconica och familjen nattflyn. Inga underarter finns listade i Catalogue of Life.